# Johnnie Lewis

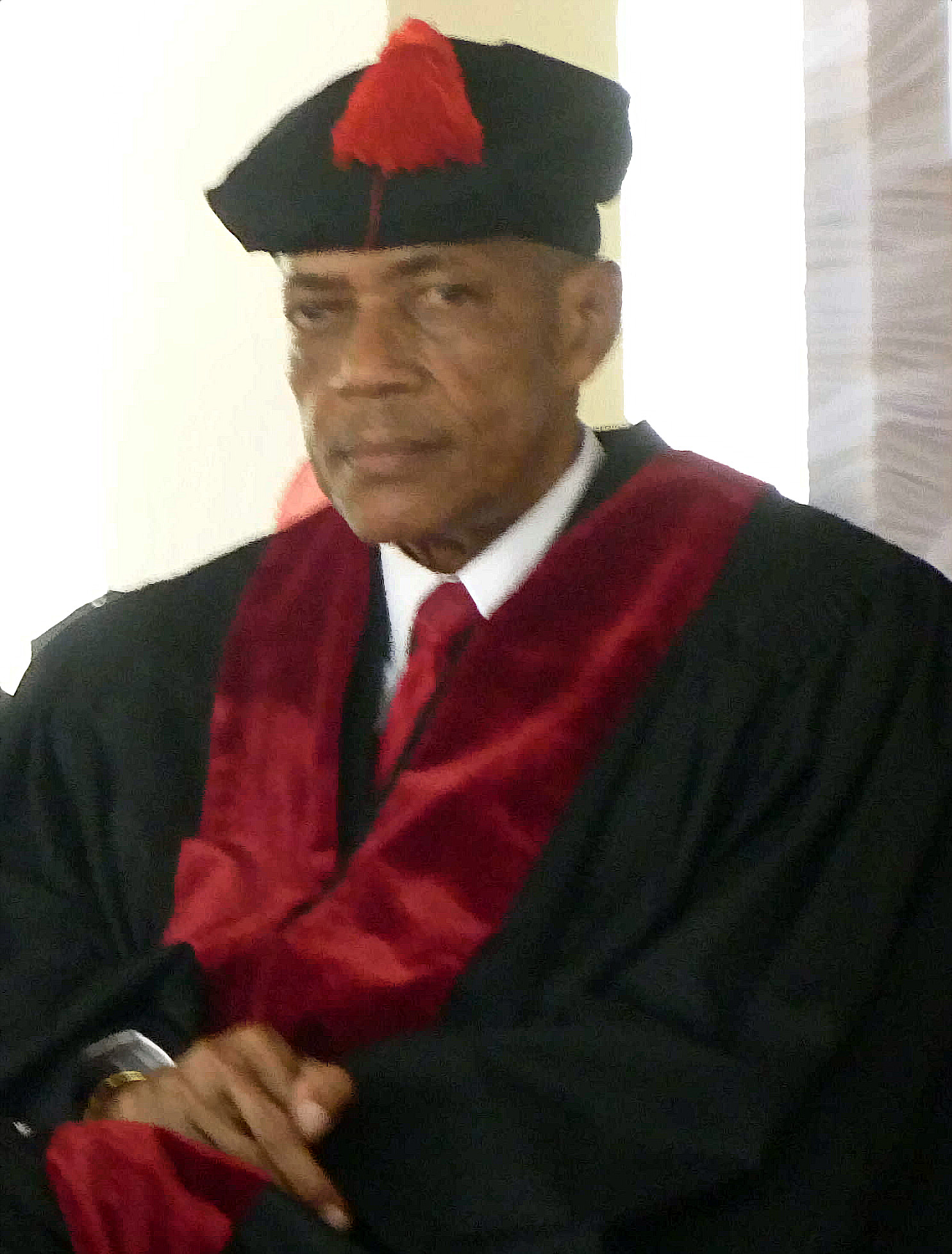
Johnnie N. Lewis (2012)

Johnnie N. Lewis (16. April 1946 – 21. Januar 2015) war ein liberianischer Jurist. Er wuchs in Sinoe County auf und studierte an der University of Liberia in Monrovia und der Yale Lawschool in den USA. Er war der 18. Chief Justice von Liberia in der Zeit von 2006 bis 2012.

## Frühes Leben
Johnnie N. Lewis wurde am 16. April 1946 in Greenville, Sinoe County, Liberia geboren. Sein Vater Roderick N. Lewis war Anwalt und seine Mutter Mary Housten-Lewis war Lehrerin. Er wuchs mit 3 Brüdern und 2 Schwestern auf und machte seinen Schulabschluss an der Sinoe High School.
Seinen ersten College-Abschluss machte er an der University of Liberia, die er mit einem Bachelor of Arts abschloss, seinen zweiten an der Louis Arthur Grime School of Law mit einem Bachelor of Laws. Nach seinem Abschluss 1969 wurde er von der liberianischen Rechtsanwaltskammer zugelassen und wurde zum Herausgeber der juristischen Zeitschrift Liberias. Im gleichen Jahr zog er in die USA, wo er die Yale Law School besuchte und sie 1971 mit einem Master of Law abschloss.

## Juristische Karriere
Johnnie kam zurück nach Liberia, wo er anfing, vor dem Supreme Court of Liberia zu praktizieren. Im gleichen Jahr fing er an, an seinem alten College zu unterrichten. 1975 wurde er vom Präsidenten William R. Tolbert junior zum Richter des 3. Bezirksgerichts ernannt, wo er seinen verstorbenen Vater ablöste. Als die Regierung 1980 gestürzt wurde, was später den Liberianischen Bürgerkrieg zur Folge hatte, verließ er die Judikative. Von 1984 bis 1991 war er der Direktor der Louis Arthur Grime School of Law und diente dem Präsidenten von Liberia als Rechtsberater.
Zu Beginn des Bürgerkriegs arbeitete er in Monrovia als Partner der Lewis & Lewis Rechtskanzlei. Während er dort lebte, wurde sein Haus von bewaffneten Männern gestürmt, die auf der Suche nach ihm waren. Lewis konnte zwar entkommen, aber einer seiner Neffen wurde getötet, nachdem dieser den Männern nicht verraten konnte, wo sich sein Onkel aufhielt.
Lewis verließ daraufhin Liberia und arbeitete von 1993 bis 2003 als Rechtsberater für die Vereinten Nationen. Während dieser Zeit veröffentlichte er außerdem zwei juristische Fachbücher, eines über Strafrecht in Liberia und eins über Testamente und Immobilien.
Im Februar 2006 wurde er von der liberianischen Präsidentin Ellen Johnson Sirleaf für den Posten des Chief Justices (Oberster Richter) des Supreme Courts of Liberia vorgeschlagen, am 3. März 2006 wurde ihm die Stelle erteilt. Bei seinem Antritt legte er ein Gelübde ab, die Korruption zu bekämpfen, die das Justizwesen des Landes plagte.

### Das Lewis Gericht
Im April 2006, nur einen Monat nach seinem Amtsantritt, entließ Chief Justice Lewis bereits 34 unter Korruptionsverdacht stehende Richter, nachdem diese keine Auskunft über vergangene Verfahren geben wollten oder konnten. Im Juli 2006 überfuhr das Auto, in dem er zur Beerdigung des ehemaligen Richters Emmanuel Wureh unterwegs war, einen Fußgänger, der gerade die Straße überqueren wollte, und tötete ihn dabei. Das Auto wurde von einem Angestellten des Gerichts gesteuert und fuhr über dem Tempolimit, um noch rechtzeitig zur Beerdigung zu kommen. Daraufhin bildete sich eine wütende Menge aus Passanten und umstellte das Auto, Lewis musste von der liberianischen Polizei gerettet werden.
2007 sorgte eine 2 zu 3 Entscheidung mit Lewis in der Mehrheit unter anderem dafür, dass es der Legislative Liberias nicht mehr erlaubt war, sich außerhalb Monrovias für Versammlungen zu treffen. Diese Entscheidung sorgte für Spannungen zwischen der Legislative, der Präsidentin Ellen Johnson Sirleaf und dem Supreme Court. 2007 erlaubte das Gericht eine Strafverfolgung gegen den ehemaligen Präsidenten Gyude Bryant mit dem Vorwurf der Korruption.
Im Oktober 2007 warf Lewis der Landeszeitung vor, seinen Namen zu beschmutzen und Bilder von ihm unangemessen zu verwenden. Er drohte, die Autoren wegen Missachtung des Gerichts inhaftieren zu lassen, falls diese nicht aufhören sollten. Im Januar 2008 bestätigte das Gericht die Entscheidung der Regierung, das Land könne aufgrund von finanziellen Einschränkungen keine Kommunalwahlen abhalten. Das Gericht entschied, das Land müsse die Kommunalwahlen veranstalten, sobald wieder finanzielle Mittel vorhanden seien. Diese Wahlen fanden das letzte Mal 1985 statt. Aufgrund von gesundheitlichen Problemen gab Lewis im September 2012 seinen Rücktritt bekannt und verließ den Supreme Court am 10. September.
Lewis starb im Januar 2015 in den Vereinigten Staaten von Amerika.